# Capparis hereroensis
Capparis hereroensis är en kaprisväxtart som beskrevs av Schinz. Capparis hereroensis ingår i släktet Capparis och familjen kaprisväxter. Inga underarter finns listade i Catalogue of Life.